# Microtyran à queue courte
Myiornis ecaudatus
Espèce
Statut de conservation UICN

 LC  : Préoccupation mineure
Le Microtyran à queue courte (Myiornis ecaudatus) est une espèce de passereaux de la famille des Tyrannidae. 

## Description
Le Microtyran à queue courte est la plus petite espèce de passereaux existante avec une taille moyenne de 6,5 cm. Parmi sa famille et son ordre, celui qui se rapproche le plus de lui par sa petite taille est le Microtyran à calotte noire (Myiornis atricapillus).

## Répartition
Le Microtyran à queue courte est très répandu dans la plupart du bassin amazonien, dans le nord et le centre de l'Amérique du Sud.

## Habitat
Cet oiseau réside dans les forêts humides mais peut être également occasionnellement trouvé dans des terrains boisés ouverts avec clairières.

## Source
- (en) Cet article est partiellement ou en totalité issu de l’article de Wikipédia en anglais intitulé « Short-tailed Pygmy Tyrant » (voir la liste des auteurs).